# بالا كاررارا
بالا كاررارا (بالإيطالية: PalaCarrara)‏ صالة رياضية تستخدم لرياضة كرة السلة وتقام فيها أحياناً عدد من الفعاليات الرياضية، تقع في مدينة بستويا التابعة إلى مقاطعة توسكانا في إيطاليا، تتسع الصالة إلى 3,916 متفرج، وهي الصالة الرسمية لنادي بستويا باسكت 2000 الذي يلعب في ليغا باسكيت الدرجة الأولى، تم افتتاح القاعة سنة 1988.